# Guido Buchwald
Guido Ulrich Buchwald (Berlino Ovest, 24 gennaio 1961) è un ex calciatore e allenatore di calcio tedesco, di ruolo difensore.

## Carriera

### Calciatore

#### Club
Buchwald ha iniziato la propria carriera nel 1981 con gli Stuttgarter Kickers, per poi passare nel 1983 allo Stoccarda. Con questa squadra ha disputato 325 partite in Bundesliga, segnando 28 gol. Con lo Stoccarda Buchwald ha vinto due titoli nazionali nel 1984 e nel 1992, quando è stato un suo gol contro il Bayer Leverkusen a 6 minuti dalla fine dell'ultima partita di campionato ad assegnare il titolo. È arrivato anche in finale di Coppa di Germania nel 1986 (persa contro il Bayern Monaco) e di Coppa UEFA nel 1989 (persa contro il Napoli).
Nel 1994 Buchwald si è trasferito in Giappone per giocare con gli Urawa Red Diamonds. Dopo tre stagioni in Asia, nel 1997 ha fatto ritorno in patria e concluso la carriera nel Karlsruhe due anni più tardi.

#### Nazionale

Buchwald con la maglia della, in marcatura sull'argentino Maradona, nella finale del mondiale di Italia 1990.

Buchwald con la Nazionale tedesca ha disputato 76 partite e segnato 4 reti.
Con la Germania Ovest ha partecipato agli Europei del 1984, 1988 e ai Mondiali di Italia '90 dove la Nazionale tedesca ha conquistato il terzo titolo mondiale. In quel Mondiale Buchwald ha disputato probabilmente la sua miglior partita, quando nella vittoriosa finale con l'Argentina ha fermato Maradona.
Dopo la riunificazione della Germania con la Nazionale tedesca ha disputato gli Europei 1992 (secondo posto dietro alla Danimarca) e i Mondiali 1994.

### Allenatore
Dopo il ritiro dall'attività agonistica nel 1999 è stato prima direttore sportivo del Karlsruhe e poi, il 16 ottobre 1999, ne è diventato allenatore ad interim. È rimasto alla guida del club per due partite (entrambe perse), fino al 24 ottobre seguente. Ha lasciato il Karlsruhe al termine della stagione 2000-2001 per assumere il ruolo di direttore sportivo negli Stuttgarter Kickers, dove è rimasto fino alla stagione 2002-2003.
In seguito è tornato in Giappone alla sua ex-squadra gli Urawa Red Diamonds, prima come direttore sportivo (nel 2003) e poi come allenatore (dal 2004 al 2006). Con i giapponesi ha vinto un titolo nazionale, 2 Coppe dell'Imperatore e una Supercoppa giapponese.
Nel 2007 ha fatto ritorno in Germania come allenatore dell'Alemannia Aachen, ma dopo 5 mesi, il 26 novembre dello stesso anno, è stato licenziato.
Dal 1º dicembre 2010 è ritornato nello staff dirigenziale dello Stuttgarter Kickers come membro del consiglio direttivo. Tra novembre e dicembre del 2012 è anche stato allenatore ad interim del club. Nell'ottobre del 2013 ha dato le dimissioni da membro del consiglio direttivo dello Stuttgarter Kickers.

## Palmarès

### Giocatore

#### Club
- Campionato tedesco: 2

Stoccarda: 1983-1984, 1991-1992
- Supercoppa di Germania: 1

Stoccarda: 1992

#### Nazionale
- Campionato mondiale: 1

Italia 1990

#### Individuale
- Migliori 11 della J League: 2

1995, 1996

### Allenatore

#### Club
- Campionato giapponese: 1

Urawa Red Diamonds: 2006
- Coppa del Giappone: 2

Urawa Red Diamonds: 2005, 2006
- Supercoppa giapponese: 1

Urawa Red Diamonds: 2006

#### Individuale
- Allenatore dell'anno della J League: 1

2006